# Émile Bracquemond
Pour les articles homonymes, voir Bracquemond.
Émile Bracquemond né le 27 juin 1889 à Paris et mort le 29 août 1970 à Clichy est un sculpteur français.

## Biographie
Émile Louis Bracquemond est le neveu du graveur Félix Bracquemond (1833-1914), membre de la Société nationale des beaux-arts. Il est l'auteur de statuettes comme Panthère marchand ou Danseuses.
Il est le grand-père de la sculptrice Agnès Bracquemond (née en 1956).